# Okita Sōji
Det här är en artikel om en person med japanskt personnamn; Okita är familjenamnet.
Okita Sōji (沖田 総司), född 1842 eller 1844, död 1868, var kapten för den första enheten i Shinsengumi. Han var trots sin unga ålder en av gruppens bästa svärdsmän.